# Clasificare științifică
Clasificarea științifică (termenul provine din limba greacă συστηματική [τέχνη], sistimatikí (sistematică)) este o aranjare planificată, pe categorii a datelor adunate după anumite criterii, sisteme, sau concepții abstracte bine stabilite anterior. Folosirea acestor criterii duce la rezultatul unei taxonomii pe ramuri științifice diferite, cea mai cunoscută metodă de clasificare fiind cea din biologie, stabilită prin Systema Naturae de naturalistul suedez Carl von Linné (1707- 1778).

## Unități de clasificare
Principiul de bază al clasificării este stabilirea unei ierarhii, caracterele comune ale unei categorii, stabilite prin metode analitice, creându-se un schelet de bază (arbore filogenetic) ale căror ramuri vor fi completate cu datele existente. De exemplu, în biologie principalele categorii de plante sau animale sunt prezentate în ordine ierarhică:
Taxonomie: Supraregn - Regn - Subregn - Infraregn - Supraîncrengătură - Încrengătură - Subîncrengătură - Infraîncrengătură - Supraclasă - Clasă - Subclasă - Infraclasă - Supraordin - Ordin - Subordin - Infraordin -Suprafamilie - Familie - Subfamilie - Trib - Gen - Subgen - Specie - Soi - Subspecie (Rasă) - Formă.
Aceasta din urmă, având în ierarhia biologică rangul cel mai mic, cuprinde și numărul cel mai mic de exemplare.

## Sufixele folosite în denumirea latină a taxonilor
| Taxon           | Plante   | Alge       | Fungi      | Animale | Bacterii |
| --------------- | -------- | ---------- | ---------- | ------- | -------- |
| Încrengătură    | -phyta   | -phycota   | -mycota    | -       | -        |
| Subîncrengătură | -phytina | -phycotina | -mycotina  | -       | -        |
| Clasă           | -opsida  | -phyceae   | -mycetes   | -       | -ia      |
| Subclasă        | -idae    | -phycidae  | -mycetidae | -       | -idae    |
| Supraordin      | -anae    | -anae      | -anae      | -       | -        |
| Ordin           | -ales    | -ales      | -ales      | -       | -ales    |
| Subordin        | -ineae   | -ineae     | -ineae     | -       | -ineae   |
| Infraordin      | -aria    | -aria      | -aria      | -       | -        |
| Suprafamilie    | -acea    | -acea      | -acea      | -oidea  | -        |
| Familie         | -aceae   | -aceae     | -aceae     | -idae   | -aceae   |
| Subfamilie      | -oideae  | -oideae    | -oideae    | -inae   | -oideae  |
| Trib            | -eae     | -eae       | -eae       | -ini    | -eae     |
| Subtrib         | -inae    | -inae      | -inae      | -ina    | -inae    |